# Свети Йоан Предтеча (Вич)
„Свети Йоан Предтеча и Свети Георги“ (на гръцки: Τιμίου Προδρόμου και Αγίου Γεωργίου Ελευθερωτή) е православна църква в Костурско (Кастория), Егейска Македония, Гърция.

## Местоположение
Църквата е разположена на билото на връх Вич, над село Българска Блаца.

## История
Храмът е построен в памет на хилядите войници, паднали при победата на гръцката правителствена армия над частите на Демократичната армия на Гърция в решителната Битка на Вич през август 1949 година, сложила началото на края на Гръцката гражданска война. До нея има паметник на победата.
Последвалата Битка на Грамос завършва на 29 август 1949 година, денят на обезглавяването на Свети Йоан Кръстител и затова храмът носи неговото име, както и това на Свети Георги Победоносец.
Основният камък на църквата е положен в 1980 година от митрополит Григорий II Костурски, но поради смъртта му строежът е преустановен. На 26 юни 2010 година митрополит Серафим Костурски осветява новата църква.